# Dichocarpum carinatum
Dichocarpum carinatum là một loài thực vật có hoa trong họ Mao lương. Loài này được D.Z.Fu mô tả khoa học đầu tiên năm 1988.